# Liste der Universitäten in Rumänien
Dies ist eine Liste der Universitäten in Rumänien:

## Alba Iulia
- Universität des 1. Dezember, Alba Iulia[1]
- Theologische Hochschule Alba Iulia

## Arad
- Universitatea Aurel Vlaicu Arad, in Arad[2]
- Universitatea de Vest Vasile Goldiș Arad, in Arad[3]

## Bacău
- Universität George Bacovia, Bacău[4]
- Universität Bacău[5]

## Baia Mare
- Universitatea de Nord, Baia Mare[6]

## Blaj
- Griechisch Katholisches Institut, Blaj

## Brașov
- Universität George Barițiu[7]
- Universität Transilvania Brașov[8]

## Bukarest
siehe auch: Liste der Universitäten in Bukarest
- Universität Bukarest[9] (staatlich)
- Polytechnische Universität Bukarest[10] (staatlich)
- Technische Universität für Bauwesen Bukarest[11] (staatlich)
- Medizinische und Pharmazeutische Universität Carol Davila[12] (staatlich)
- Universitatea de Științe Agronomice și Medicină Veterinară din București (Universität für Agrarwissenschaften und Veterinärmedizin)[13] (staatlich)
- Christliche Universität Dmitrie Cantemir (privat)
- Universität pro Humanitas (privat)
- Universität Spiru Haret[14] (privat)
- Universität für Architektur und Stadtplanung Ion Mincu[15]
- Nationale Verteidigungsuniversität Carol I
- Rumänisch-Amerikanische Universität Bukarest[16] (privat)
- Universität Titu Maiorescu[17] (privat)
- Diplomatenakademie Bukarest
- Nationale Universität der Künste Bukarest
- Nationale Musikuniversität Bukarest
- Akademie für höhere Militärstudien Bukarest
- Polizeiakademie Alexandru Ioan Cuza
- Akademie für Politik Alexandru Ioan Cuza
- Nationale Akademie für Leibeserziehung und Sport Bukarest[18]
- Nationale Hochschule für Politik- und Verwaltungswissenschaften (SNSPA)[19]
- Akademie für Theater und Film Ion Luca Caragiale[20]
- Technische Militärakademie Bukarest[21]
- Veterinärmedizinische Akademie Bukarest
- Wirtschaftsakademie Bukarest[22]
- Militärmedizinisches Institut Bukarest
- Otopeni-Institut für Staatssicherheit

## Cluj-Napoca(de:Klausenburg)
- Babeș-Bolyai-Universität Cluj[23] (staatlich)
- Universitatea de Științe Agricole și Medicină Veterinară Cluj-Napoca (Universität für Agrarwissenschaften und Veterinärmedizin Cluj-Napoca)[24]
- Siebenbürgisch-Ungarische Universität Sapientia (Sapientia Erdélyi Magyar Tudományegyetem; privat)[25]
- Universität für Kunst und Design Cluj-Napoca[26]
- Technische Universität Cluj-Napoca[27]
- Medizinische und Pharmazeutische Universität Iuliu Hațieganu Iuliu Hatieganu[28]
- Musikakademie Gheorghe Dima[29]
- Akademie der Künste Ioan Andreescu
- Akademie für Luftfahrt und Luftverteidigung Henri Coanda
- Theologisch-protestantisches Institut

## Constanța
- Universität der Marine
- Universität Ovidius Constanța[30]
- Universität Andrei Saguna
- Marineakademie Mircea cel Batran (Academia Navala "Mircea cel Batran")[31]

## Craiova
- Universität Craiova[32]
- Medizinische und Pharmazeutische Universität Craiova, Craiova[33]

## Galați
- Dunărea-de-Jos-Universität Galați[34]

## Iași
- Medizinische und Pharmazeutische Universität Grigore T. Popa[35]
- Landwirtschaftliche und Veterinärmedizinische Universität Ion Ionescu de la Brad[36]
- Universität Alexandru Ioan Cuza Iași[37]
- Technische Universität Iași Gh. Asachi[38]
- Universität für Künste George Enescu[39]

## Oradea
- Universität Oradea[40]

## Petroșani
- Universität Petroșani

## Pitești
- Universität Pitești[41]
- Universität Constantin Brâncoveanu Pitești[42]

## Ploiești
- Petrochemische Universität Ploiești[43]

## Reșița
- Universität Reșița

## Sibiu(de:Hermannstadt)
- Lucian-Blaga-Universität[44]
- Rumänisch-Deutsche Universität[45]
  - Akademie der Landesstreitkräfte Nicolae Bălcescu
  - Protestantisch-Theologisches Institut

## Suceava
- Universität Suceava[46]

## Târgoviște
- Universität der Walachei[47]

## Târgu Mureș
- Universität Petru Maior Târgu Mureș[48]
- Universität für Medizin, Pharmazie, Naturwissenschaften und Technik Târgu Mureș[49]
- Universität der Theaterkunst Târgu Mureș (vormals: Theaterakademie Târgu Mureș)[50]
- Ökologische Universität Dimitrie Cantemir Târgu Mureș[51]
- Sapientia Ungarische Universität Siebenbürgen[52]
- Technische Universität Gábor Dénes

## Timișoara
- Medizinische und Pharmazeutische Universität Victor Babeș[53]
- Polytechnische Universität Timișoara[54]
- Universität des Westens Timișoara[55]
- Universität Tibiscus[56]
- Landwirtschaftliche und Veterinärmedizinische Universität des Banat[57]